# Charlotte Spangenberg-Kann
Charlotte Spangenberg-Kann, geborene Charlotte Kann, verheiratete Charlotte Möller-Kann (* 23. Juli 1909 in Erfurt; † 4. Januar 1974 in Berlin), war eine deutsche Widerstandskämpferin gegen den Nationalsozialismus und Funktionärin der Kommunistischen Partei Deutschlands (KPD) und der Sozialistischen Einheitspartei Deutschlands (SED) in der frühen Deutschen Demokratischen Republik (DDR). Sie war die wichtigste Beraterin des langjährigen DDR-Machthabers Walter Ulbricht in skandinavischen Angelegenheiten.

## Leben

### Widerstandskämpferin gegen den Nationalsozialismus
Kann, Tochter eines thüringischen Kaufmanns, besuchte bis 1925 ein Lyzeum in Erfurt und erlernte danach den Beruf der Kontoristin. Bis 1933 war sie in Apolda und Erfurt in diesem Beruf tätig. 1926 wurde sie Mitglied im Gewerkschaftsbund der Angestellten (GDA), 1930 des Bundes der Freunde der Sowjetunion und 1932 der KPD.
Nach der Machtübernahme der Nationalsozialisten und dem Verbot kommunistischer Betätigung ging Kann im Mai 1933 in die Emigration, zunächst ins Vereinigte Königreich und von dort aus nach Dänemark. Bis 1935 war sie im ISA-Büro in Kopenhagen tätig und erhielt die dänische Staatsbürgerschaft. Bis 1937 hielt sie sich zeitweise in Prag und Paris auf und war dort Mitarbeiterin des Zentralkomitees (ZK) der KPD im Exil.
Von 1937 bis 1939 war Kann in Spanien und war unter dem Pseudonym Erika Sekretärin beim Deutschen Freiheitssender 29,8. Nach der Niederlage der republikanischen Kräfte im Spanischen Bürgerkrieg kehrte sie nach Kopenhagen zurück. Auch nach der deutschen Besetzung Dänemarks im April 1940 leistete Kann weiterhin antifaschistische Widerstandsarbeit. Im Mai 1941 wurde sie in Kopenhagen festgenommen.
Bis 1943 war Kann ohne Urteil im Konzentrationslager KZ Horserod-Nordseeland in Dänemark, von 1943 bis 1945 im KZ Stutthof bei Danzig interniert.
Nach dem Ende des Zweiten Weltkriegs kehrte sie nach Kopenhagen zurück und wurde Mitarbeiterin der KPD in Dänemark.

### Funktionärin in der frühen DDR
Im Dezember 1945 kehrte Kann nach Deutschland zurück und wurde Mitglied der Landesleitung der KPD in Mecklenburg. 1946 besuchte sie zeitweise die Landesparteischule der KPD in Mecklenburg. Im selben Jahr reiste sie mehrfach nach Dänemark und knüpfte Kontakte zu dänischen Politikern. Später wurde bekannt, dass Kann im Auftrag des sowjetischen Nachrichtendienstes GRU reiste und diesem detailliert berichtete.
1946, nach der Zwangsvereinigung von SPD und KPD zur SED in der sowjetisch besetzten Zone, ging Kann nach Ost-Berlin und wurde Mitarbeiterin in deren Zentralsekretariat. 1947/48 besuchte sie die Parteihochschule der SED in Potsdam und wurde dann Referentin in der Abteilung Werbung-Presse-Rundfunk. 
1949 heiratete Kann den Funktionär Max Spangenberg. Im selben Jahr wurde sie Referentin der Westkommission des ZK der SED. 1951 wechselte sie in das „Arbeitsbüro der KPD“ des ZK der SED. Ab 1956 war sie Mitarbeiterin des Ministeriums für Außen- und Innerdeutschen Handel der DDR.
Kann war die wichtigste Beraterin Walter Ulbrichts zu nordeuropäischen Fragen und skandinavischen kommunistischen Organisationen.